# Procesni management
Procesni management je proces postavitve ciljev, načrtovanja in/ali nadzora nad organiziranjem in vodenjem izvrševanj katerik koli vrst aktivnosti, kot so:
- projekti (projektni management) ali
- procesi (upravljanje poslovnih procesov, včasih imenovan tudi kot proces merjenja uspešnosti ali sistem vodenja).

Za izvajanje procesnega managementa je odgovorno vodstvo organizacije.Vendar to ne velja za vsak proces pri procesnem managementu, na primer, pri projektnem managementu nosi odgovornost vodja projekta.

## Koraki
S procesnim managementom postopno in sistematično uvajamo spremembe: 
1) Analiza- prepoznava, analiza ter ocena obstoječih procesov, opredelitev ključnih vrednot in identifikacija potencialov za izboljšanje.
2) Optimizacija- določitev in opis cilja ključnega procesa, definirati kazalce za merjenje učinkovitosti ter definirati glavni proces organizacije.
3) Implementacija- posredovanje sprememb v procesu (izobraževanje, če je potrebno), predaja procesa uporabnikom in razvoj procesa za nadzor spremljanja učinkovitosti.
4) Izvedba- realizacija procesa, preveranje procesa, izvajanje delavnic za povečanje učinkovitosti ter izvajati proces brez prekinitev.